# 伍姓湖
伍姓湖是一个位于中国山西省永济市的湖泊。